# Open Mike
Der Open Mike (Eigenschreibweise: open mike) ist ein internationaler deutschsprachiger Literaturpreis und neben dem Klagenfurter Ingeborg-Bachmann-Preis der wichtigste Wettbewerb für deutschsprachige Literatur-Neuentdeckungen. Sein Name leitet sich von dem englischen Begriff für Offene Bühne („open mic“) ab.

## Strukturen
Ausgerichtet wird der Open Mike jährlich seit 1993. Dabei werden Auszeichnungen in den Sparten Prosa und Lyrik vergeben. Die Organisation obliegt dem Haus für Poesie (bis 2016 Literaturwerkstatt Berlin). Im Gegensatz zum Bachmann-Preis ist der open mike ausschließlich auf den Literaturnachwuchs ausgerichtet. Denn teilnehmen können nur deutschsprachige Autorinnen und Autoren, die nicht älter als 35 Jahre sind und noch keine eigene Buchpublikation haben. Im Rahmen des internationalen Wettbewerbs junger deutschsprachiger Prosa und Lyrik finden im Rahmenprogramm auch verschiedene Colloquien und Schreibwerkstätten statt, an denen Finalisten aus früheren Jahren kostenlos teilnehmen dürfen.
Aus den anonymisierten Text-Einsendungen wählen sechs Lektoren aus renommierten Verlagen maximal 22 Finalteilnehmer aus. Diese werden jeweils für ein Novemberwochenende zu der zweitägigen öffentlichen Wettbewerbsveranstaltung nach Berlin eingeladen. Jedem Teilnehmer stehen dort genau 15 Minuten Zeit für seine Lesung zur Verfügung. Die aus Schriftstellern bestehende Jury wählt bis zu drei Preisträger aus und vergibt ein Preisgeld in der Gesamthöhe von 7500 Euro. Einer der Einzelpreise davon ist der Lyrik vorbehalten. Zusätzlich gibt es einen Publikumspreis. Dieser taz-Preis der Publikumsjury belohnt den Gewinner mit einem Abdruck seines Textes in der taz. Der öffentlich-rechtliche Berliner Radiosender Deutschlandfunk Kultur macht jeweils einen Mitschnitt und erstellt ein Feature über das open mike-Wochenende und die Gewinner. Alle Finaltexte des open mike erscheinen jeweils zum Wettbewerbstermin in einer Anthologie im Allitera Verlag. Alle Finalteilnehmer dürfen nach dem Wettlesen an einer Schreibwerkstatt teilnehmen, bei der sie mit erfolgreichen Autoren und erfahrenen Verlagslektoren über ihre Texte sprechen können. Die drei Gewinner dürfen auf Lesereise gehen, um sich in Frankfurt am Main, Wien und Bern der literarischen Öffentlichkeit vorzustellen.
Für die professionellen Talentsucher der Buchverlagsbranche, Literaturagenten und Literaturkritiker ist der open mike mittlerweile ein jährlicher Pflichttermin.

## Preisträger
- 1993: Wolfgang Schlenker, Tim Krohn, Kathrin Röggla
- 1994: Ulf Stolterfoht, Karen Duve, Michael Müller
- 1995: Julia Franck, Sabine Neumann, Christian Futscher
- 1996: Marcus Jensen, Vera Henkel, Olaf Behrens
- 1997: Robby Dannenberg, Björn Kuhligk, Terézia Mora
- 1998: Boris Preckwitz, Stephan Groetzner, Tobias Hülswitt
- 1999: Almut Tina Schmidt, Jochen Schmidt, Michael Stauffer
- 2000: Zsuzsa Bánk, Claudia Klischat, Markus Orths
- 2001: Nico Bleutge, Erika Anna Markmiller, Tilman Rammstedt
- 2002: Kai Weyand, Christian Schünemann, Ariane Grundies
- 2003: Kirsten Fuchs, Veronika Reichl, Petra Lehmkuhl
- 2004: Christian Schloyer, René Becher, Rabea Edel
- 2005: Lucy Fricke, Dagrun Hintze, Jörg Albrecht
- 2006: Luise Boege, Katharina Schwanbeck, Julia Zange
- 2007: Johann Trupp, Tina Ilse Gintrowski, Judith Zander, taz-Publikumspreis: Johann Trupp
- 2008: Svealena Kutschke, Sonia Petner, Thien Tran, taz-Publikumspreis: Johanna Wack
- 2009: Inger-Maria Mahlke, Matthias Senkel, Konstantin Ames, taz-Publikumspreis: Matthias Senkel
- 2010: Janko Marklein, Jan Snela, Levin Westermann, taz-Publikumspreis: Sebastian Polmans
- 2011: Christina Böhm, Joseph Felix Ernst, Sebastian Unger, taz-Publikumspreis: Christina Böhm
- 2012: Sandra Gugić, Juan S. Guse, Martin Piekar, taz-Publikumspreis: Joey Juschka
- 2013: Jens Eisel, Dmitrij Gawrisch, Maren Kames, taz-Publikumspreis: Maren Kames
- 2014: Doris Anselm, Robert Stripling, Mareike Schneider, taz-Publikumspreis: Gerasimos Bekas[3]
- 2015: Jessica Lind, Theresia Töglhofer, Andra Schwarz, taz-Publikumspreis: Philip Krömer für „der eine der andere“[4]
- 2016: Thilo Dierkes, Sandra Burkhardt, Benjamin Quaderer, taz-Publikumspreis: Rudi Nuss[5]
- 2017: Mariusz Hoffmann, Ralph Tharayil, Ronya Othmann, taz-Publikumspreis: Baba Lussi
- 2018: Yade Yasemin Önder, Kyrill Constantinides Tank, Lara Rüter, taz-Publikumspreis: Caren Jeß[6]
- 2019: Carla Cerda Hegerl, Sina Ahlers und Fiona Sironic, taz-Publikumspreis: Sina Ahlers[7]
- 2020:  Rebecca Gisler, Josefine Soppa, Nail Doğan, taz-Publikumspreis: Nail Doğan
- 2022:  Patrick Holzapfel, Greta-Maria Pichler, Alexander Rudolfi, taz-Publikumspreis: Patrick Holzapfel[8]
- 2023 Salvatore Calanduccia, Kenan Kokić und Miedya Mahmod, taz-Publikumspreis: Susanne Romanowski[9]
- 2024 Ade Ajayi, Leah Luna Winzely, Eser Aktay, taz-Publikumspreis: Muri Darida

### Weitere Teilnehmer
Unter den Teilnehmern waren u. a. Leif Randt, Karsten Krampitz, Maik Lippert, Nils Mohl, Mascha Kurtz, Nikolai Vogel, Sünje Lewejohann, Lino Wirag, Patrick Findeis, Martin Fritz, Thomas von Steinaecker, Ruth-Maria Thomas und Anja Frisch.